# 1851 en santé et médecine
| Années de la santé et de la médecine : 1848 - 1849 - 1850 - 1851 - 1852 - 1853 - 1854    |
| Décennies de la santé et de la médecine : 1820 - 1830 - 1840 - 1850 - 1860 - 1870 - 1880 |

Cet article présente les faits marquants de l'année 1851 en santé et médecine.

## Événements
- Première conférence sanitaire internationale à Paris, réunissant l'Autriche, le royaume des Deux-Siciles, l'Espagne, la France, la Grande-Bretagne, la Grèce, les États de la papauté, le Portugal, la Russie, la Sardaigne, la Toscane et la Turquie[1].
- Le plâtre est utilisé pour la première fois sur des membres fracturés.

## Naissances
- 21 juin : Émile Bourquelot (mort en 1921), pharmacien et mycologue français.
- 21 juillet : Paul Dorveaux (mort en 1938), médecin et historien français.
- 23 octobre : André Chantemesse (mort en 1919), médecin et biologiste français.

## Décès
- 2 avril : François-Auguste Vinson (né en 1798), médecin, homme politique et poète français.
- 3 décembre : Jean-Baptiste Baudin (né en 1811), médecin et homme politique français, député à l'Assemblée de 1849, célèbre pour avoir été tué sur une barricade en criant[2] :

« Vous allez voir comment on meurt pour vingt-cinq francs ! »